# Lymnas
Lymnas is een geslacht van vlinders van de familie prachtvlinders (Riodinidae), uit de onderfamilie Riodininae.

## Soorten
- L. aegates (Hewitson, 1874)
- L. albugo Stichel, 1910
- L. alena (Hewitson, 1870)
- L. ambryllis (Hewitson, 1910)
- L. assimulata Stichel, 1910
- L. barca (Doubleday, 1847)
- L. boyi Stichel, 1923
- L. cephise (Ménétriés, 1855)
- L. cercopes (Hewitson, 1874)
- L. cinaron (Felder, 1861)
- L. cratia (Hewitson, 1874)
- L. crenitaenia Stichel, 1910
- L. charon (Butler, 1874)
- L. dilata Lathy, 1932
- L. herminae Zikán, 1952
- L. hillapana Röber, 1905
- L. hodia Butler, 1870
- L. iarbas (Fabricius, 1787)
- L. leucoplegma Stichel, 1910
- L. lidwina Zikán, 1952
- L. lioba Zikán, 1952
- L. ludmila Zikán, 1952
- L. lycea (Hübner, 1823)

- L. marathon (Felder, 1865)
- L. melander (Cramer, 1785)
- L. melaniae Stichel, 1930
- L. melpe (Doubleday, 1847)
- L. melliplaga Stichel, 1910
- L. navia (Doubleday, 1847)
- L. opites (Hewitson, 1874)
- L. passiena (Hewitson, 1870)
- L. phya (Doubleday, 1847)
- L. pixe (Boisduval, 1836)
- L. pronostriga Stichel, 1910
- L. pulcherrima (Herrich-Schäffer, 1850)
- L. seleukia Stichel, 1910
- L. semiota Bates, 1868
- L. smithiae Westwood, 1851
- L. ubia Felder, 1865
- L. unxia (Hewitson, 1852)
- L. vidali Dognin, 1891
- L. volusia (Hewitson, 1852)
- L. xarifa Hewitson, 1852
- L. xenia (Doubleday, 1847)
- L. yeda Zikán, 1952